# اوت ۲۰۰۸
اوت ۲۰۰۸ یکی از ماه‌های ۲۰۰۸ (میلادی) است.

## ۱ اوت ۲۰۰۸
- خورشیدگرفتگی کلی در بسیاری از نقاط جهان

خورشیدگرفتگی روز ۱ اوت در مناطق قطبی کانادا آغاز شد و در منطقه جاده ابریشم در شمال چین پایان یافت.بی‌بی‌سی فارسی
- نمونه آب برای اولین بار در مریخ شناسایی شد

کاوشگر فینیکس متعلق به سازمان ملی هوانوردی و فضایی ایالات متحده آمریکا که هم‌اکنون روی سیاره مریخ مشغول مطالعه است، برای نخستین بار «آب» را در یک نمونه خاک جمع‌آوری شده از سطح این سیاره شناسایی و آن را «لمس» کرده است. بی‌بی‌سی فارسی، رویترز
- تلفات ارتش آمریکا در عراق به پايين‌ترين حد رسید

وزارت دفاع ایالات متحده آمریکا با انتشار گزارشی اعلام کرد در ماه گذشته ميلادی، تنها ۱۱ سرباز آمريکايی در عراق کشته شده‌اند که اين ميزان پايين‌ترين رقم تلفات نيروهای آمريکايی در مدت يک ماه، پس از اشغال عراق، ۲۰۰۳ - تاکنون است. این گزارش حاکی است که خونين‌ترين ماه برای ارتش ایالات متحده آمریکا پس از حمله به عراق، ماه نوامبر سال ۲۰۰۴ بوده است که در آن ۱۳۷ سرباز آمريکايی کشته شدند. رادیو فردا

## ۲ اوت ۲۰۰۸
- قطعنامه مجلس نمایندگان آمریکا در دفاع از حقوق بهائیان در ایران

مجلس نمایندگان آمریکا با تصویب قطعنامه‌ای، «تبعیض های دولت ایران علیه ایرانیان بهایی» را محکوم کرده است. در این سند از نظام جمهوری اسلامی ایران خواسته شده که به حقوق همه ایرانی‌ها از جمله پیروان دین بهائی احترام بگذارد. این قطعنامه با ۴۰۸ رای موافق و سه رای مخالف به تصویب رسید. بی‌بی‌سی فارسی

## ۳ اوت ۲۰۰۸
- مرگ حداقل ۱۴۵ نفر در جریان برگزاری جشن هندوها در هند

پلیس ایالت هیماچال پرادش، در شمال هند می‌گوید که در جریان یک جشن مذهبی هندوها در معبد نینادوی، حداقل ۱۴۵ نفر به دلیل ماندن در زیر دست و پای جمعیت جان خود را از دست داده‌اند. بی‌بی‌سی فارسی، رویترز

## ۴ اوت ۲۰۰۸
- حمله به پلیس در منطقه مسلمان‌نشین چین

افراد مسلح به یک پاسگاه در منطقه مسلمان‌نشین چین حمله کرده و ۱۶ مامور پلیس را کشته و شمار دیگری را نیز زخمی کرده‌اند. بی‌بی‌سی فارسی
- سولژینیتسین نویسنده مشهور روسی درگذشت

آلکساندر سولژنیتسین، نویسنده مشهور اهل روسیه، از مخالفین بنام نظام کمونیستی و  برنده جایزه ادبیات نوبل در سال ۱۹۷۰ میلادی بر اثر سکته قلبی در سن ۸۹ سالگی درگذشت. بی‌بی‌سی فارسی، رویترز

## ۵ اوت ۲۰۰۸
- «توافق» قدرت‌ها برای تحریم گسترده‌تر ایران

ایالات متحده آمریکا و شش قدرت عمده جهان توافق کردند تا با توجه به ناکامی تهران در دادن پاسخی روشن به پیشنهاد گروه پنج + ۱ برای حل بحران برنامه اتمی ایران، تحریم گسترده‌تری را علیه این کشور دنبال کنند. بی‌بی‌سی فارسی

## ۶ اوت ۲۰۰۸
- آغاز رقابتهای فوتبال زنان در المپیک

دو روز پیش از آغاز رسمی بازی‌های المپیک پکن و در آغاز رقابتهای فوتبال زنان در المپیک، برزیل آلمان را با نتیجه تساوی بدون گل متوقف کرد.بی‌بی‌سی فارسی
- کودتای نظامی در موریتانی

فرماندهان بزرگ نظامی در موریتانی با دست زدن به یک کودتای نظامی و بازداشت رییس جمهور منتخب این کشور قدرت را در دست گرفتند.العربیه فارسی

## ۷ اوت ۲۰۰۸
- گرجستان در اوستیای جنوبی اعلام آتش بس کرد

میخائیل ساکاشویلی، رئیس جمهور گرجستان به نیروهای نظامی خود دستور داده‌است در منطقه جدایی طلب اوستیای جنوبی اعلام آتش بس کنند.بی‌بی‌سی فارسی
- مشرف استیضاح می‌شود

دو حزب اصلی تشکیل دهنده دولت ائتلافی پاکستان در مورد به جریان انداختن روند قانونی استیضاح و خلع پرویز مشرف، رئیس جمهور، به توافق رسیده‌اند.بی‌بی‌سی فارسی

## ۸ اوت ۲۰۰۸
- برگزاری مراسم افتتاحیه المپیک

مراسم افتتاحیه المپیک پکن با نمایشی عظیم از رقص، موسیقی و آتش‌بازی در استادیوم ملی چین که سرتاسر آن را تماشاچی فرا گرفته، برگزار شد.بی‌بی‌سی فارسی
- تحریم‌های جدید علیه ایران

اتحادیه اروپا وضع تحریمات جدیدی علیه ایران بدلیل مخالفت با شورای امنیت را تصویب کرد. بی‌بی‌سی فارسی
- تانک‌های روسیه وارد اوستیای جنوبی شدند

بدنبال وخامت اوضاع در اوستیای جنوبی در گرجستان، تانک‌های ارتش روسیه وارد این منطقه شدند. بی‌بی‌سی فارسی

## ۹ اوت ۲۰۰۸
- درگذشت محمود درویش برجسته‌ترین شاعر عرب

محمود درویش شاعر مشهور عرب فلسطینی پس از آنکه چهارشنبه گذشته زیرعمل جراحی قلب باز قرار گرفته بود شامگاه شنبه ،در سن ۶۷ سالگی در شهر هیوستن ایالت تگزاس آمریکا درگذشت. العربیه فارسی
- درگیری‌های اوسیتیای جنوبی صدها کشته برجای گذاشته‌ است

مقامهای روسی می‌گویند که حمله گرجستان به اوسیتیای جنوبی و درگیری‌های بعد از آن به کشته شدن ۱۵۰۰ تن و آواره شدن ۳۰ هزار تن دیگر منجر شده‌است.العربیه فارسی
- مرگ دست‌کم ۲۱ نفر در بمب‌گذاری در بازاری در تلعفر عراق

دست‌کم ۲۱ نفر در اثر انفجار شدید یک خودروی بمب‌گذاری شده در شمال عراق جان باخته‌اند. همچنین حدود ۷۰ نفر نیز در اثر این انفجار که در یک بازار تره‌بار در تلعفر در ۴۲۰ کیلومتری شمال غرب بغداد روی داد زخمی شدند. بی‌بی‌سی فارسی

## ۱۰ اوت ۲۰۰۸
- آیزاک هیز، خواننده سبک سول آمریکا درگذشت

آیزاک هیز، خواننده و آهنگساز آمریکایی ،در سن ۶۵ سالگی درگذشت وی فعالیت هنری خود را در دهه شصت آغاز کرد.بی‌بی‌سی فارسی
- روسیه فرودگاه بین‌المللی تفلیس را بمباران کرد

گرجستان می‌گوید هواپیماهای جنگی روسیه فرودگاه بین المللی تفلیس را در حومه این شهر بمباران کرده‌اند.روسیه این گزارش‌ها را رد می‌کند.بی‌بی‌سی فارسی
- رکورد شکنی مایکل فلپس در المپیک پکن

مایکل فلپس، شناگر آمریکایی اولین مدال طلای خود را در مسابقه ۴۰۰ متر مختلط انفرادی المپیک کسب کرد و رکورد جهان را ۱:۱۴ ثانیه بهبود بخشید.بی‌بی‌سی فارسی

## ۱۱ اوت ۲۰۰۸
- رکورد شکنی تیم شنای آمریکا

تیم چهار نفره شنای آمریکا ،توانست علاوه بر قهرمانی المپیک در این رشته رکورد جهان رانیز بشکند و آن را به ۳:۰۸٫۲۴ دقیقه تنزل دهد.بی‌بی‌سی فارسی

## ۱۲ اوت ۲۰۰۸
- آمریکا پنج موسسه دیگر ایرانی را تحریم کرد

ایالات متحده آمریکا تحریم‌هایی اقتصادی را بر پنج شرکت دیگر ایرانی اعمال کرده‌است. این موسسات متهم شده‌اند که در تلاش برای دستیابی ایران به آنچه آمریکا «ظرفیت ساخت سلاح اتمی» می‌داند نقش داشته‌اند. بی‌بی‌سی فارسی
- ایالات متحده آمریکا: «تهاجم به گرجستان غیرقابل قبول است»

ایالات متحده آمریکا با انتقاد شدید از تهاجم نظامی روسیه به گرجستان، خواستار توقف فوری عملیات نظامی روسیه در گرجستان شده‌است. در همین حال جورج دبلیو بوش، رئیس جمهور آمریکا در سخنانی در واشنگتن، تهاجم روسیه به گرجستان را «تجاوز غیرقابل قبول به یک کشور مستقل» نام نهاد. بی‌بی‌سی فارسی
- ابداع «مواد نامرئی»

پژوهشگران دانشگاه برکلی موفق به ساخت موادی شدند که بکمک خواص نوری خود می‌تواند باعث نامرئی شدن اشیا گردد. دیلی تک، ساینتیفیک امریکن

## ۱۳ اوت ۲۰۰۸
- در انفجار طرابلس در شمال لبنان ۱۸ نفر کشته شدند

طبق گزارش یک مقام امنیتی در پی انفجاری بمب که بامداد امروز چهار شنبه در طرابلس در شمال لبنان رخ داد، دست کم ۱۸ نفر با شمول یک کودک کشته شدند.العربیه فارسی
- «برترین قهرمان المپیک در تاریخ»

مایکل فلپس با ۱۱ مدال طلا، بیشترین تعداد قهرمانی در بازیهای المپیک تاریخ را نصیب خود کرد. بی‌بی‌سی فارسی، بی‌بی‌سی اسپرت، هرالد تریبیون

## ۱۴ اوت ۲۰۰۸
- روسیه: «جهان تمامیت ارضی گرجستان را فراموش کند»

وزیر امور خارجه روسیه صراحتا اعلام کرد: «بهتر است جهان تمامیت ارضی گرجستان را فراموش کند.»آسوشیتد پرس

## ۱۵ اوت ۲۰۰۸
- گرجستان طرح آتش بس با روسیه را امضا کرد

جنگ اوستیای جنوبی ۲۰۰۸:میخائیل ساکاشویلی، رئیس جمهور گرجستان طرح آتش‌بس با روسیه را که به ابتکار فرانسه تهیه شده بود را امضا کرد، ولی خاطرنشان کرد که گرجستان به هیچ‌وجه در مورد از دست‌دادن بخشی از خاک خود مصالحه نخواهد کرد. بی‌بی‌سی فارسی
- رهبر سابق شورشیان مائوئیست نخست وزیر نپال شد

کمتر از سه ماه پس از لغو نظام پادشاهی در نپال، پراچاندا رهبر سابق شورشیان مائوئیست، توسط پارلمان نپال به سمت نخست وزیر انتخاب شد. بی‌بی‌سی فارسی

## ۱۶ اوت ۲۰۰۸
- آمریکا خواستار خروج فوری روسیه از گرجستان شد

جورج دبلیو بوش رئیس جمهور ایالات متحده آمریکا، اقدامات روسیه در گرجستان را غیرقابل قبول خواند و اعلام داشت که ایالات متحده و متحدانش در کنار دولت و مردم گرجستان هستند و از آنها دفاع خواهند کرد. بی‌بی‌سی فارسی، رویترز
اوسین بولت رکورد دو ۱۰۰ متر جهان و المپیک را شکست
اوسین بولت با دویدن صد متر در ۹٫۶۹ ثانیه در اولین روز مسابقات دو و میدانی المپیک  پکن، موجب شد تا برای اولین بار واژه رکورد جهانی جدید بر تابلو نتایج ورزشگاه ملی پکن به نمایش در آید. او رکورد دنیا را که دو ماه پیش در نیویورک دو صدم ثانیه بهبود بخشیده بود، این بار به میزان سه صدم ثانیه کاهش داد. وبگاه رسمی مسابقات - خبرگزاری رویتر.

## ۱۷ اوت ۲۰۰۸
- ماهواره‌بر سفیر امید ایران به فضا پرتاب شد

ایران مدعی شده است که با پرتاب موفقیت آمیز ماهواره‌بر سفیر امید به فضا، راه قرارگرفتن ماهواره در مدار کرهٔ زمین توسط ایران هموار شده و این کشور به جمع ۱۰ کشور صاحب فناوری پرتاب ماهواره پیوسته است. این در حالی است که مقامات اطلاعاتی آمریکایی، اعلام کردند که پرتاب ماهوارۀ ايران ناموفق بوده است. بی‌بی‌سی فارسی، نیویورک تایمز

## ۱۸ اوت ۲۰۰۸
- پرویز مشرف از ریاست جمهوری پاکستان استعفا داد

پرویز مشرف در یک بیانیه مستقیم تلویزیونی، ضمن دفاع از عملکرد خود، از ریاست جمهوری پاکستان استعفا داد. بی‌بی‌سی فارسی، رادیو زمانه
- نظامیان روسیه خروج از گرجستان را آغاز کردند

ارتش روسیه اعلام کرد که نظامیان این کشور، خروج از گرجستان را بر اساس معاهده معاهده آتش‌بس امضاء شده توسط روسای جمهور دو کشور، آغاز کرده‌اند. روسیه در زیر فشارهای شدید بین‌المللی تعهد کرد که خروج نیروهای ارتشش از گرجستان را از روز دوشنبه (امروز) آغاز کند. بی‌بی‌سی فارسی

## ۱۹ اوت ۲۰۰۸
- ساختمان پارلمان مصر طعمه حریق شد

ساختمان مجلس شواری ملی مصر که در مرکز شهر قاهره قرار دارد دچار آتش سوزی مهیبی شده است.العربیه فارسی
- رئیس جمهور زامبیا درگذشت

لوی مواناواسا، رئیس جمهور زامبیا در سن ۵۹ سالگی در بیمارستانی در شهر پاریس در گذشت.بی‌بی‌سی
- انفجار انتحاری در الجزایر، ده‌ها کشته داد

یک حمله انتحاری در شرق الجزیره پایتخت کشور الجزایر، ۴۳ کشته و ۳۸ زخمی برجای گذاشته است. وزارت کشور الجزایر اعلام کرد که این حمله انتحاری در برابر یک آموزشگاه پلیس شبه‌‍نظامی در منطقه‌ای در ۶۰ کیلومتری شرق پایتخت روی داده است. بی‌بی‌سی فارسی، العربیه فارسی
- ۶ حمله انتحاری هم‌زمان به پایگاه نیروهای آمریکایی در افغانستان

دست‌کم ۶ بمب‌گذار انتحاری به همراه حدود ۳۰ ستیزه‌جوی طالبان در نیمه‌شب به یک پایگاه نیروهای ارتش آمریکا در ولایت خوست در شرق افغانستان حمله بردند که بر اثر آن، تمامی بمب‌گذاران مهاجم کشته شدند. بی‌بی‌سی فارسی

## ۲۰ اوت ۲۰۰۸
- ۱۵۳ کشته در سانحه هوایی مادرید

لغزش یک فروند هواپیمای مسافربری شرکت Spanair در فرودگاه بین‌المللی مادرید به کشته و زخمی‌شدن بیش از ۱۵۰  نفر منجر شد. هواپیمای مک‌دونال داگلاس MD-82 با ۱۶۶ مسافر و شش خدمه به مقصد جزایر قناری از زمین بلند شده بود که دچار سانحه شد. تصور می‌شود که موتور چپ هواپیما هنگام پرواز آتش گرفته شده باشد. بی‌بی‌سی فارسی، رویترز
- امضا توافق‌نامه استقرار سیستم دفاع موشکی در لهستان

ایالات متحده آمریکا و لهستان توافق‌نامه‌ای را برای استقرار سیستم دفاع موشکی امضا کرده‌اند که با خشم روسیه مواجه شده است. روسیه در واکنش اخطار داد که پیمان دفاعی آمریکا و لهستان باعث ایجاد یک رقابت تسلیحاتی تازه در قاره اروپا و ورای آن خواهد شد. دولت آمریکا هدف استقرار سیستم موشکی را محافظت از متحدان آمریکا در مقابل «عناصر شرور» در خاورمیانه عنوان می‌کند. بی‌بی‌سی فارسی
- دو انفجار همزمان در الجزایر

وقوع دو انفجار جدید در شهر بویره واقع در ۱۲۰ کیلومتری شرق پایتخت الجزایر بر اساس بر آوردهای اولیه ۱۱ کشته و ۳۱ زخمی را بر جای گذاشت. العربیه فارسی

## ۲۱ اوت ۲۰۰۸
- مرگ ۳۰ افغان در واژگونی کامیون در شیراز

واژگونی یک کامیون حامل ۱۲۵ تبعه غیرقانونی افغان در استان فارس ایران، ۳۰ کشته و ۸۳ مصدوم برجای گذاشته است. بی‌بی‌سی فارسی
- دست‌کم ۶۳ کشته در دو انفجار انتحاری در پاکستان

دست کم ۶۳ نفر در اثر دو حمله انتحاری در نزدیکی اسلام‌آباد، پایتخت پاکستان، کشته شدند. این حادثه در نزدیکی یک کارخانه اسلحه سازی در منطقه نظامی واه رخ داده است. بی‌بی‌سی فارسی، العربیه فارسی

## ۲۲ اوت ۲۰۰۸
- اسرائیل با تغییر مسیر حصار امنیتی موافقت کرد

در پی رای دیوان عالی اسرائیل به نفع فلسطینیان، دولت اسرائیل موافقت کرد تا مسیر احداث حصار امنیتی جنجال‌آفرینی که در داخل و اطراف کرانه باختری ساخته می‌شود، تغییر کند. بدین وسیله فلسطینیان صاحب ۴۰۰ هکتار زمین بیشتر در نزدیکی معاله آدومیم، بزرگترین شهرک اسرائیلی در استان  یهودا و شومرون می‌شوند. بی‌بی‌سی فارسی

## ۲۳ اوت ۲۰۰۸
- اوباما، جوزف بایدن را به معاونت خود برگزید

سناتور باراک اوباما نامزد مقام ریاست جمهوری آمریکا از حزب دموکرات آمریکا، جوزف بایدن، سناتور کهنه‌کار هم حزبی خود را برای پست معاونت ریاست جمهور ایالات متحده آمریکا برگزید. بی‌بی‌سی

## ۲۴ اوت ۲۰۰۸
- سقوط هواپیمای مسافربری در مسیر قرقیزستان به ایران

یک هواپیمای مسافری بوئینگ ۷۳۷ شرکت ایتک ایر قرقیزستان که در اجاره هواپیمایی آسمان قرار داشت، در نزدیکی فرودگاه بین‌المللی ماناس در قرقیزستان، و در فاصله ده کیلومتری پس از پرواز سقوط کرد. سخنگوی وزارت بهداشت جمهوری قرقیزستان با ارائه تازه‌ترين آمار از تلفات سانحه هوايی در بیشکک اعلام کرد: «در اين حادثه ۶۵ نفر کشته و ۲۲ تن زخمی شدند و سه تن ديگر ناپديد هستند». بی‌بی‌سی فارسی، سی‌ان‌ان، رویترز

## ۲۵ اوت ۲۰۰۸
- پارلمان روسیه استقلال آبخاز و اوستیای جنوبی از گرجستان را به رسمیت شناخت

اعضای شورای پارلمان روسیه استقلال دو جمهوری آبخاز و اوستیای جنوبی از گرجستان را به رسمیت شناختند. العربیه فارسی، بی‌بی‌سی فارسی

## ۲۶ اوت ۲۰۰۸
- هواپیمای سودانی در دارفور ربوده شد

مقام‌های سازمان هوانوردی سودان گفته‌اند که یک هواپیمای مسافربری این کشور اندکی پس از برخاستن از فرودگاه نایالا در ناحیه دارفور ربوده شده‌است. بی‌بی‌سی فارسی
- روسیه آبخاز و اوستیای جنوبی را به رسمیت شناخت

دولت روسیه استقلال دو منطقه آبخاز و اوستیای جنوبی متعلق به گرجستان را به رسمیت شناخته‌است. دمیتری مدودف، رئیس جمهور روسیه، در یک سخنرانی تلویزیونی اعلام داشت که با توجه به تحولات اخیر در منطقه و در واکنش به خواست پارلمان روسیه، با امضای فرمانی، آبخاز و اوستیای جنوبی را به عنوان دو جمهوری مستقل مورد شناسایی رسمی قرار داده‌است. بی‌بی‌سی فارسی
- محکومیت دانشجوی ایرانی در دادگاه آمریکا

دادگاه ایالتی کارولینای شمالی، یک دانشجوی ایرانی را به جرم تلاش برای کشتن مردم به ۳۳ سال زندان محکوم کرد. محمد طاهری آذر، اقدام سال ۲۰۰۶ خود در یک مکان عمومی در دانشگاه کارولینای شمالی در چپل هیل را «تلافی برای قتل مسلمانان در سراسر جهان» عنوان کرده بود، و به قاضی دادگاه اعلام کرده بود که «فرصتی به وجود آورده تا مشيت الهی گسترش پيدا کند». بی‌بی‌سی فارسی،‌ آسوشیتد پرس

## ۲۷ اوت ۲۰۰۸
- صدور حکم بازداشت معمرقذافی در ارتباط با پرونده موسی صدر

دستگاه قضایی لبنان ،حکم بازداشت معمر قذافی رهبر لیبی را به اتهام تحریک برای ربودن روحانی شیعه لبنانی موسی صدر که ۳۰ سال پیش هنگام دیدار از لیبی ناپدید شد را صادر کرد. العربیه

## ۲۸ اوت ۲۰۰۸
- رشد قابل توجه اقتصادی در آمریکا

آمارهای جدید وزارت بازرگانی ایالات  متحده آمریکا حاکی از آن است که اقتصاد آمریکا در سه ماهه دوم سال ۲۰۰۸ میلادی از رشد قابل توجهی برخوردار بوده است. بر اساس این آمار تولید ناخالص داخلی این کشور در سه ماهه دوم سال جاری در مقایسه با دوره مشابه سال قبل رشد ۳٫۳ درصدی داشته است که از رقم ۱٫۹ درصد که قبلا پیش بینی شده بود و همچنین نرخ رشد گزارش شده برای سه ماهه اول سال به مراتب بیشتر بوده است. بی‌بی‌سی فارسی

## ۲۹ اوت ۲۰۰۸
- مک‌کین، سارا پیلین را به معاونت خود برگزید

سناتور جان مک‌کین نامزد مقام ریاست جمهوری آمریکا از حزب جمهوری‌خواه آمریکا، سارا پیلین، فرماندار ایالت آلاسکا را برای پست معاونت ریاست جمهور ایالات متحده آمریکا برگزید. بی‌بی‌سی فارسی

## ۳۰ اوت ۲۰۰۸
- قرار منع تعقیب برای سه سینماگر برجسته ایرانی

دادسرای تهران اعلام کرد که برای عزت الله انتظامی، پرویز پرستویی و کیومرث پوراحمد، سه سینماگر سرشناس ایرانی که به دادسرای جنایی تهران احضار شده بودند، قرار منع تعقیب صادر شده است. این سه سینماگر ایرانی برای یاری دادن به یک نوجوان محکوم به اعدام تحت تعقیب کیفری قرار گرفته بودند. بی‌بی‌سی فارسی
- نخستین ایرانی در ان بی ای

تیم بسکتبال ممفیس گریزلیز اعلام کرد که با حامد حدادی بازیکن تیم ملی بسکتبال ایران قراردادی جهت شرکت وی در بازیهای این تیم در فصل ۲۰۰۸-۲۰۰۹ مسابقات ان بی ای را امضا نموده‌است. تهران تایمز

## ۳۱ اوت ۲۰۰۸
- اعلام منع عبور و مرور در نیواورلئان

در پی نزدیک شدن توفان استوایی گوستاو به مناطق ساحلی خلیج مکزیک در آمریکا، مقررات منع عبور و مرور در ساعات مقرر در شهر نیواورلئان از غروب یک‌شنبه تا طلوع خورشید در روز دوشنبه به اجرا گذاشته می‌شود. ده‌ها هزار تن از ساکنان نیواورلئان در حال تخلیه شهر هستند، بطوری که جاده‌ها و بزرگراه‌های خروجی به خاطر ترافیک سنگین مسدود شده‌اند. بی‌بی‌سی فارسی، روئیترز
- کنترل اردوگاه مجاهدین برای اولین بار در اختیار عراق

برای اولین بار پس از اشغال عراق، ۲۰۰۳ - تاکنون، کنترل اردوگاه اشرف که اعضای سازمان مجاهدین خلق ایران در آن تحت نظر هستند، از کنترل نیروهای آمریکایی به نیروهای عراقی محول شد. بی‌بی‌سی فارسی

```
فرقه بهاییت ضاله است
```